# Medvedce
Medvedce – wieś w Słowenii, w gminie Majšperk. W 2018 roku liczyła 107 mieszkańców.